# Zabłocie (rejon mołodecki)
Zabłocie (biał. Забалацце, ros. Заболотье) – wieś na Białorusi, w obwodzie mińskim, w rejonie mołodeckim, w sielsowiecie Ciurle.

## Historia
W czasach zaborów wieś i zaścianek w gminie Lebiedziewo, w powiecie wilejskim, w guberni wileńskiej Imperium Rosyjskiego. W 1865 roku zaścianek liczył 33 mieszkańców w 5 domach; wieś liczyła 4 dusze rewizyjne, należała do Hajkowiczów.
W latach 1921–1945 folwark i zaścianek wieś leżały w Polsce, w województwie wileńskim, w powiecie wilejskim, od 1927 roku w powiecie mołodeczańskim,  w gminie Lebiedziewo.
Według Powszechnego Spisu Ludności z 1921 roku zamieszkiwało:
- folwark – 44 osoby, 12 były wyznania rzymskokatolickiego a 32 prawosławnego. Jednocześnie 23 mieszkańców zadeklarowało polską a 21 białoruską przynależność narodową. Było tu 7 budynków mieszkalnych[3]. W 1931 w 1 domu zamieszkiwało 5 osób[4].
- zaścianek – 6 osób, 1 była wyznania rzymskokatolickiego a 5 prawosławnego. Jednocześnie wszyscy mieszkańcy zadeklarowali polską przynależność narodową. Był tu 1 budynek mieszkalny[3]. W 1931 zaścianek wraz z osadą Zarzecze w 15 domach zamieszkiwało 69 osób[4].

Wierni należeli do parafii rzymskokatolickiej w Lebiedziewie i prawosławnej w Nasiłowie. Miejscowość podlegała pod Sąd Grodzki w Mołodecznie i Okręgowy w Wilnie; właściwy urząd pocztowy mieścił się w Lebiedziewie.
W wyniku napaści ZSRR na Polskę we wrześniu 1939 miejscowość znalazła się pod okupacją sowiecką. 2 listopada została włączona do Białoruskiej SRR. Od czerwca 1941 roku pod okupacją niemiecką. W 1944 miejscowość została ponownie zajęta przez wojska sowieckie i włączona do Białoruskiej SRR.
Od 1991 w składzie niepodległej Białorusi.

## Przynależność państwowa i administracyjna
- ? – 1917  Imperium Rosyjskie, gubernia wileńska, powiat wilejski
- 1917–1919  Rosyjska FSRR
- 1919–1920  Polska, Zarząd Cywilny Ziem Wschodnich, okręg wileński
- 1920–1920  Rosyjska FSRR
- 1920–1945[b]  Polska
  - województwo:
    - okręg nowogródzki (1920–1921)
    - nowogródzkie (1921–1922)
    - Ziemia Wileńska (1922–1926)
    - wileńskie (od 1926)

  - powiat:
    - wilejski (1920–1927)
    - mołodeczański (od 1927)
- 1945–1991  ZSRR, Białoruska SRR
- od 1991  Białoruś